# Richard Matovič
Richard Matovič (* 18. září 1953) je slovenský fotbalový trenér. Působí převážně jako trenér mládeže a hráčský manažer. Je učitelem tělesné výchovy na ZŠ Spartakovská v Trnavě.

## Trenérská kariéra
Jako hlavní trenér vedl v jarní části sezony posledního ročníku společné federální ligy Spartak Trnava.